# 蒙泰鲁洛巴图
蒙泰鲁洛巴图是巴西圣保罗州的一个市镇。总面积332.74平方公里，总人口3994人，人口密度12人/平方公里。